# Ioan I. Drăghiciu
Ioan Drăghiciu (n. 29 aprilie 1884, Văleni) a fost un delegat în Marea Adunare Națională de la Alba Iulia, organismul legislativ reprezentativ al „tuturor românilor din Transilvania, Banat și Țara Ungurească”, cel care a adoptat hotărârea privind Unirea Transilvaniei cu România, la 1 decembrie 1918.:p. 77

## Biografie
A fost învățător în comunele Meșindorf, Palog și Văleni, iar din anul 1923 a fost preot paroh în comuna Văleni, până la 1 septembrie 1941, când s-a pensionat ca învățător și s-a stabilit în orașul Făgăraș.

## Activitatea politică

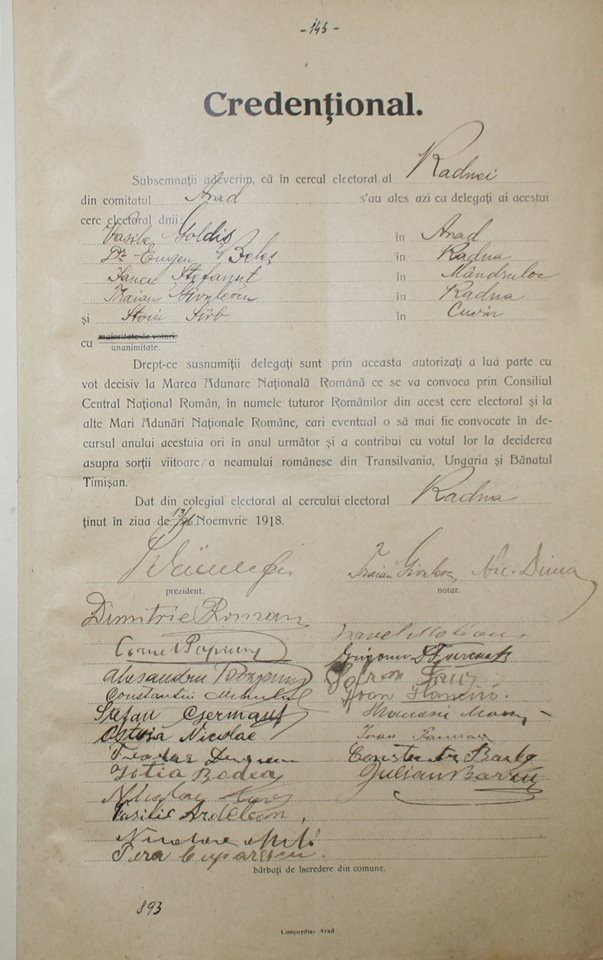
Credențional

A fost delegat al Băncii populare din comuna Văleni, la  Marea Adunare Națională de la Alba Iulia.